# Lindmanioideae
Lindmanioideae ist eine Unterfamilie der Pflanzenfamilie der Bromeliengewächse (Bromeliaceae). Die einzelnen Unterfamilien der Bromeliaceae unterscheiden sich besonders im Fruchttyp und dem Bau der Blüte. Sie enthält nur zwei Gattungen mit etwa 45 Arten in Südamerika.

## Merkmale

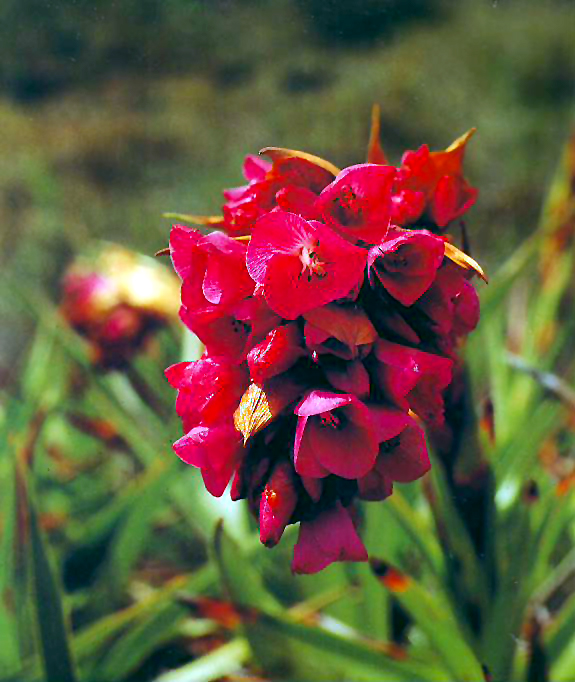
Blütenstand von Connellia augustae mit auffälligen roten Blüten

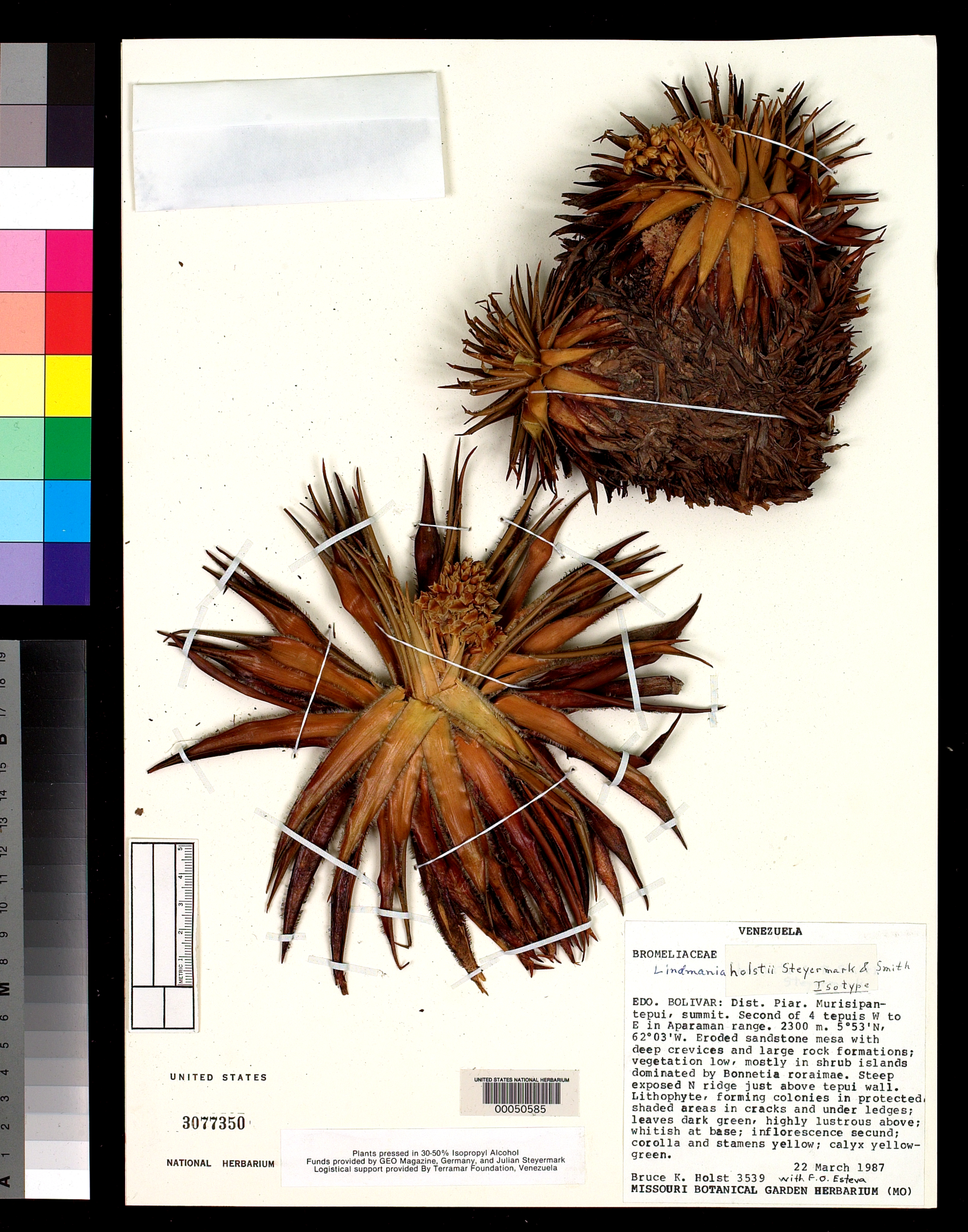
Herbarbeleg von Connellia holstii

Es handelt sich um ausdauernde krautige Pflanzen. Die Blüten sind dreizählig mit doppelter Blütenhülle.
Arten in dieser Unterfamilie Lindmanioideae besitzen ursprünglichere Merkmale als die Arten der Unterfamilien Bromelioideae und Tillandsioideae.
In folgenden Merkmalen unterscheiden sich die Arten der Lindmanioideae von den anderen Unterfamilien der Bromeliaceae:
- meist terrestrisch oder lithophytisch, also auf dem Boden oder an Felsen wachsend. (Bei den beiden anderen Unterfamilien Tillandsioideae und Bromelioideae überwiegen die Epiphyten).[1]
- Laubblätter: unbewehrt oder bewehrt.[1]
- Sternchlorenchym fehlt (bei Brocchinioideae ist es vorhanden).[1]
- Früchte: Kapselfrüchte mit vielen Samen, die jeweils zwei Anhängsel als Flugstrukturen haben.[1]
- Blütenstiele: vorhanden.[1]
- Kelchblätter: convolut.[1]
- Kronblätter: kahl.[1]
- Staubfäden frei.[1]
- Staubbeutel fast basifix bis reitend, gerade und gedrungen.[1]
- Fruchtknoten: oberständig.[1]
- Narben: aufrecht und gerade.[1]
- Blütenformel: {\displaystyle \star \;K_{3}\;C_{3}\;A_{3+3}\;G_{\underline {(3)}}\;}

## Systematik und Verbreitung
Die Unterfamilie Lindmanioideae wurde 2007 durch Thomas J. Givnish et al. in Phylogeny, adaptive radiation, and historical biogeography of Bromeliaceae inferred from ndhF sequence data. In: Aliso, Volume 23, 2007, Rancho Santa Ana Botanic Garden, S. 15–16 aufgestellt. Typusgattung ist Lindmania Mez
Alle Arten kommen nur auf dem Guayana-Hochland und im nördlichen Brasilien und den Guyanas vor.
In die Unterfamilie Lindmanioideae Givnish gehören nur etwa zwei Gattungen mit etwa 45 Arten:
- Connellia N.E.Br.: Die etwa sechs Arten kommen nur auf dem Guayana-Schild vom Ptari-Tepui bis Roraima-Tepui vor.
- Lindmania Mez: Die etwa 39 Arten sind vom nördlichen Südamerika bis ins nördliche Brasilien verbreitet.

Der Stammbaum der Familie der Bromeliaceae mit seinen heute acht Unterfamilien:
|  | Tillandsioideae |
|  |                 |
|  | Hechtioideae    |
|  |                 |

|  | Bromelioideae |
|  |               |
|  | Puyoideae     |
|  |               |

|  | Pitcairnioideae s. str. |
|  |                         |

|  | Bromelioideae |
|  |               |
|  | Puyoideae     |
|  |               |

|  | Pitcairnioideae s. str. |
|  |                         |

|  | Tillandsioideae |
|  |                 |
|  | Hechtioideae    |
|  |                 |

|  | Bromelioideae |
|  |               |
|  | Puyoideae     |
|  |               |

|  | Pitcairnioideae s. str. |
|  |                         |

|  | Bromelioideae |
|  |               |
|  | Puyoideae     |
|  |               |

|  | Pitcairnioideae s. str. |
|  |                         |

|  | Tillandsioideae |
|  |                 |
|  | Hechtioideae    |
|  |                 |

|  | Bromelioideae |
|  |               |
|  | Puyoideae     |
|  |               |

|  | Pitcairnioideae s. str. |
|  |                         |

|  | Bromelioideae |
|  |               |
|  | Puyoideae     |
|  |               |

|  | Pitcairnioideae s. str. |
|  |                         |

|  | Tillandsioideae |
|  |                 |
|  | Hechtioideae    |
|  |                 |

|  | Bromelioideae |
|  |               |
|  | Puyoideae     |
|  |               |

|  | Pitcairnioideae s. str. |
|  |                         |

|  | Bromelioideae |
|  |               |
|  | Puyoideae     |
|  |               |

|  | Pitcairnioideae s. str. |
|  |                         |